# Българска земеделска и търговска банка
Българската земеделска и търговска банка (БЗТБ) е държавна банка в България. Тя е създадена през 1969 година, заедно с Българска промишлена банка. Двете банки трябва да обслужват текущата икономическа дейност и са отделени от Българска народна банка (БНБ), която запазва главно функциите на централна банка. Малко по-късно правителството се отказва от замисъла и през 1971 година БЗТБ отново е присъединена към БНБ.